# أوليفيا ماي
أوليفيا ماي (بالإنجليزية: Olivia Alaina May)‏ هي ممثلة أمريكية، ولدت في 22 أكتوبر 1985 بفريسنو في الولايات المتحدة.

## وصلات خارجية
- أوليفيا ماي على موقع IMDb (الإنجليزية)
- أوليفيا ماي على موقع ميوزك برينز (الإنجليزية)
- أوليفيا ماي على موقع قاعدة بيانات الفيلم (الإنجليزية)